# ميتسو كاماتا
ميتسو كاماتا (鎌 田 光 夫) ولد في 16 ديسمبر 1937 في اليابان هو لاعب كرة قدم ياباني سابق. شأرك كاماتا 38 مباراة مع المنتخب الوطني الياباني لكرة القدم من 1958 إلى 1969. ولعب لليابان في دورة الألعاب الاولمبية الصيفية 1964 و1968.

## روابط خارجية
1. ↑  Mamrud, Roberto. "Japan - Record International Players". مؤسسة إحصاءات وثيقة لرياضة كرة القدم. مؤرشف من الأصل في 2017-10-12. اطلع عليه بتاريخ 2009-06-16.
2. ↑  "Mitsuo Kamata Biography and Statistics". Sports Reference. مؤرشف من الأصل في 2018-05-28. اطلع عليه بتاريخ 2009-06-16.

- ميتسو كاماتا على موقع الاتحاد الدولي (مؤرشف)  (الإنجليزية)
- ميتسو كاماتا على موقع قاعدة بيانات كرة القدم.إي يو (الإنجليزية)
- ميتسو كاماتا على موقع ناشيونال فوتبول تيمز (الإنجليزية)
- ميتسو كاماتا على موقع عالم كرة القدم.نت (الإنجليزية)
- ميتسو كاماتا على موقع أوليمبيديا (الإنجليزية)